# عبد الرحمن الشعيلان
عبد الرحمن الشعيلان (28 يونيو من عام 1976-) لاعب سعودي يلعب كرة سلة على الكراسي المتحركة. يلعب حالياً في نادي ذوي الإحتياجات الخاصة بالرياض، وهو كابتن المنتخب السعودي ونادي الرياض. بدأ مسيرته عام  1997، في نادي الرياض ثم انتقل إلى نادي المدينة المنورة عام2002، وبعدها انتقل إلى نادي الأحساء عام 2003، وبعدها عاد إلى الرياض ثم خاض تجربة إحترفية في نادي روكس الإسكتلندي عام 2018 لمدة موسم واحد وعاد إلى نادي الرياض.

## مسيرته العلمية
- حاصل على بكالوريس تربية خاصة  (صعوبات التعلم).
- حاصل على الماجستير في تكنلوجيا التعليم.
- ما زال في مرحلة اللغة لدراسة الدكتوراة في تكنلوجيا التعليم.

## مسيرته الرياضية
عبد الرحمن الشعيلان لاعب كرة السلة على الكراسي المتحركة لذوي الإحتياجات الخاصة، حيث انه يعاني من إعاقة شلل الأطفال في صغره، منذ كان عمره سنتين وهو يعتبر من اقدم اللاعبين الذين لا زالوا يمارسون لعب كرة السلة في السعودية وكانت مسيرته الرياضية متوزعة على بعض الاندية وهي:
- نادي الرياض: حقق مع نادي الرياض الدوري العام 17 موسم منها  15 موسم متتالية.
- نادي المدينة: حقق مع نادي المدينة دوري الدرجة الأولى
- نادي الاحساء: حقق مع نادي الاحساء وصافة الدوري السعودي لسنتين متتاليتين.
- روكس الأسكتلندي: احترف اللعب خارجياً كأول لاعب سعودي يحترف خارجياً [3]، وحصل على أفضل لاعب في اسكتلندا.

## الإنجازات الجماعية

### مع النوادي
نادي الرياض
الدوري العام 17 موسم: 1997/1998/1999/2000/2001/2005/2006/2007/2008/2009/2010/2011/2012/2013/2015/2016/2019
نادي المدينة
حقق دوري درجة الأولى عام2002.
نادي الأحساء
حقق معه المركز الثاني لموسمين عام 2003-2004.
نادي روكس  الأسكتلندي:
أحرز كأس أسكتلندا عام 2018
حقق المركز الثاني في الدوري البريطاني لكرة السلة على الكراسي للدرجة الأولى

### مع المنتخب
المنتخب السعودي:
- حقق بطولة الخليج[6] عام 2018.
- المركز الثاني غرب آسيا لعدة مواسم[6]
- المركز الثاني بطولة فزاع الدولية لعدة مواسم[7][8]
- المشاركة في بطولاتٍ عدة في آسيا[9]
- المشاركة في دورة الألعاب الآسيوية البارالمبية «جاكرتا 2018»

## الإنجازات الفردية
- جائزة أفضل لاعب في الدوري السعودي لموسمين عام 2011 و 2012.
- أفضل لاعب في تصنيف أربعة في بطولة غرب آسيا بالأردن عام 2018 .
- أفضل لاعب في أسكتلندا عام 2018.[3]
- يعتبر هو الكابتن لمنتخب السعودي ونادي الرياض منذ 2005 حتى وقتنا الحالي.
- حقق الدوري السعودي لكرة السلة وهو متقلد بعض المناصب في النادي وهي:

1. حقق الدوري وهو عضو مجلس إدارة
2. حقق الدوري وهو اداري في النادي
3. حقق الدوري وهو مساعد مدرب
4. حقق الدوري وهو مدرب

والان هو مشرف فني على جميع العاب النادي وهو لاعب بنفس الوقت.